# Rue Louis-Carrand
La rue Louis-Carrand est une rue pavée du quartier Saint-Paul dans le Vieux Lyon. D'orientation est-ouest, elle relie la rue François-Vernay et le quai de Bondy dans le 5e arrondissement de Lyon.

## Histoire
Le quartier est habité depuis le haut Moyen Âge mais la rue n'a pris sa forme actuelle qu'en 1904 avec la construction du Palais Bondy côté nord. Côté sud la rue est composée d'immeubles du XVIIe siècle et du début du XXe siècle.

## Origine du nom
La rue est dédiée au peintre lyonnais Louis-Hilaire Carrand (1821-1899), précurseur de l’impressionnisme.
Ce nom est attribué le 9 août 1909 (délibération municipale).

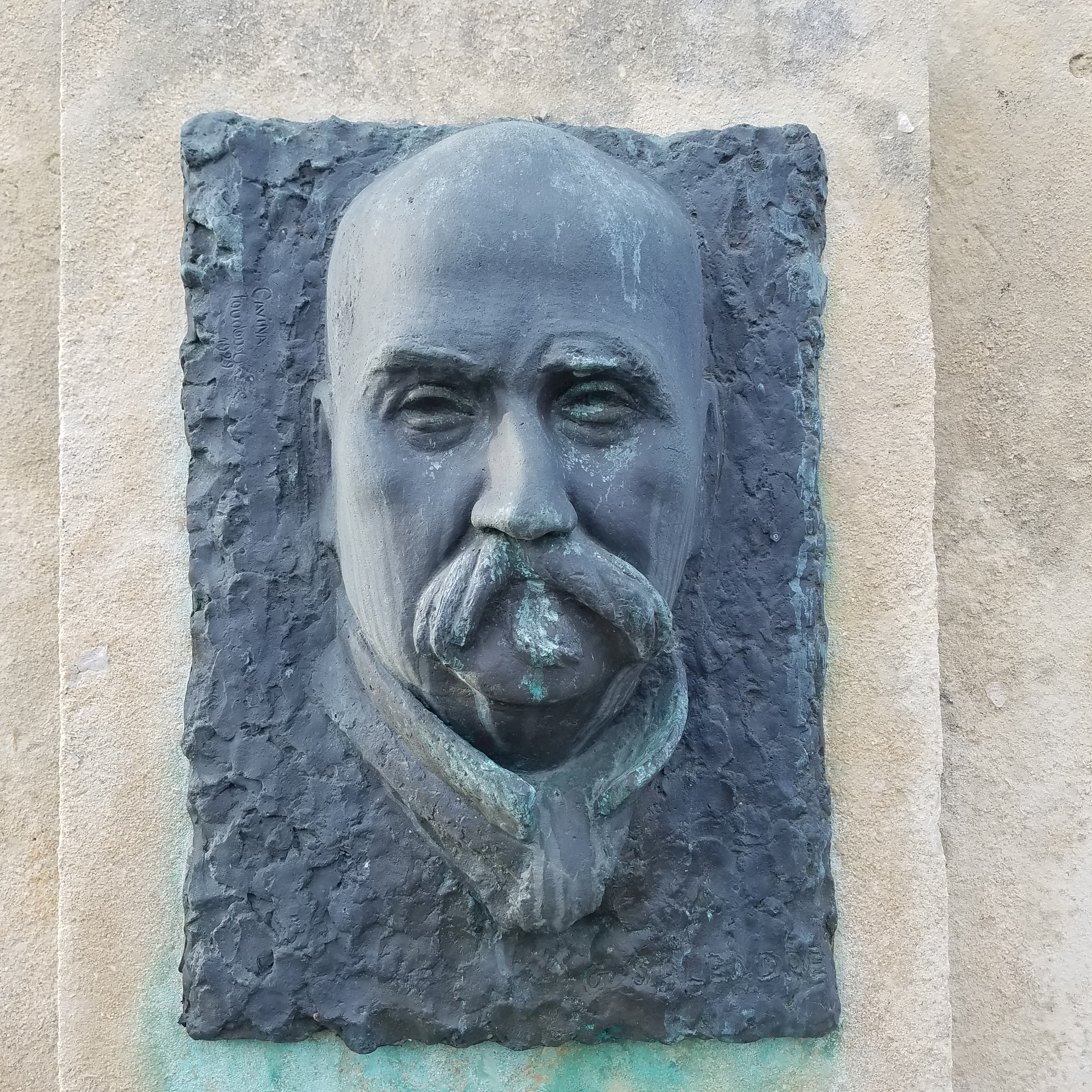
Relief du peintre Louis Carrand (1821-1899) au cimetière de la Croix-Rousse à Lyon.
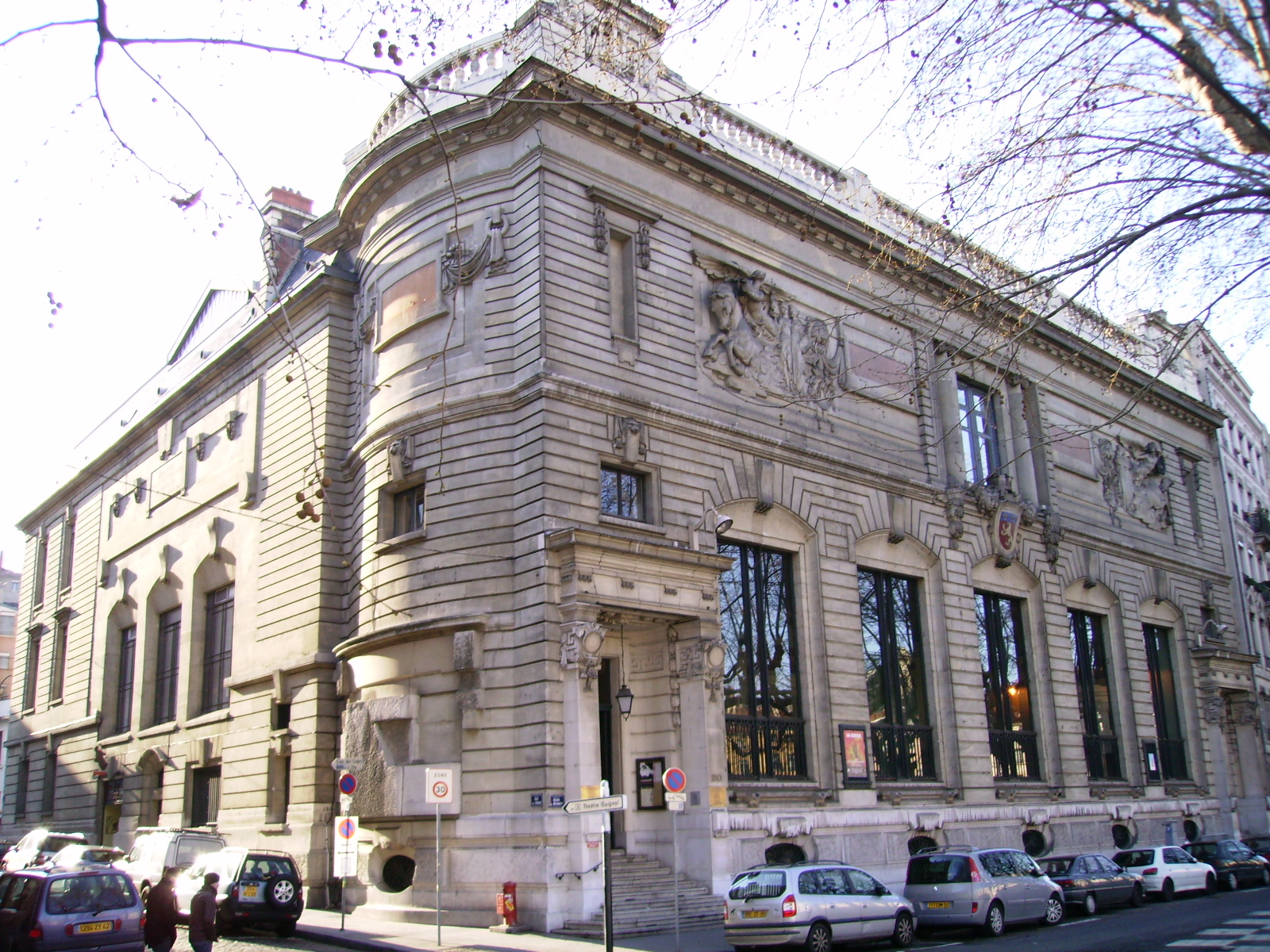
Le Palais Bondy à l'angle de la rue Louis-Carrand et du quai de Bondy.
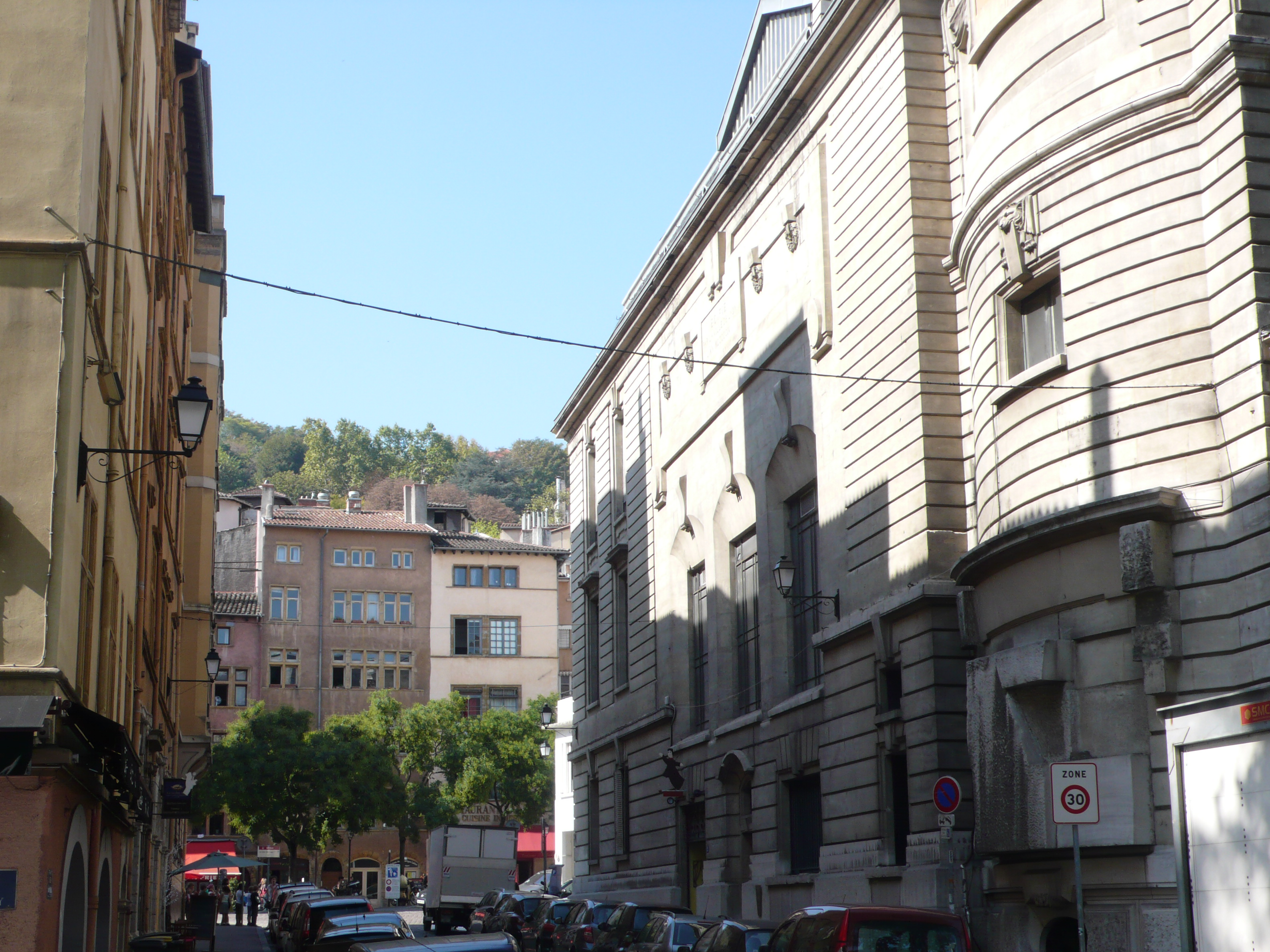
Vue axiale de la rue Louis-Carrand. Le Palais Bondy à droite. Au fond, l'intersection des rues François-Vernay et Lainerie.

## Accessibilité
Ce site est desservi par les stations de métro Hôtel de Ville - Louis Pradel et Vieux Lyon - Cathédrale Saint-Jean.
- Ligne forte C3
- Lignes de bus C14, C19, C20 et 31
- Navette fluviale Vaporetto
- Stations Vélo'v : Saint Paul (Gare) - Place Fousseret (Angle quai de Bondy) - Place Gerson (proche Quai Pierre Scize)